# Adrogué
Adrogué é uma cidade da Argentina, na província de Buenos Aires, localizado na área metropolitana de Gran Buenos Aires.

## História
Foi fundada em 1872, e leva o nome de Esteban Adrogué.

## População
Segundo o último censo a cidade possui uma população de 28,255 habitantes.